# Бактофуга
Бактофуга — агрегат предназначен для удаления споровых микроорганизмов и бактерий из молока.
Использование бактофуги способствует совершенствованию и внедрению новых технологических процессов, обеспечивающих сохранность качества молока, позволяющих производить более качественные продукты и увеличить их срок годности.
Температура сепарируемого молока 55-56 °C.
Наибольшее применение имеют самоочищающиеся центробежные бактофуги, разновидность саморазгружающихся сепараторов. Поток продукта в агрегат может подаваться сверху или снизу через впускной коленчатый патрубок (в этом случае применяются осевые уплотнения).